# Кастор (звезда)
Ка́стор, альфа Близнецов (лат. α Geminorum), 66 Близнецов (лат. 66 Geminorum) — кратная звезда в созвездии Близнецов на расстоянии приблизительно 50 световых лет (около 15,3 парсек) от Солнца. Возраст звезды определён как около 370 млн лет.
Вторая по яркости звезда созвездия Близнецов и 23-я по яркости звезда неба. Хотя она была помечена Байером как «α», ярчайшей звездой созвездия является Поллукс, имеющий меньшую эклиптическую широту и потому помеченный Байером как β Близнецов.
Пара пятого и шестого компонентов (YY Близнецов (лат. YY Geminorum)) — двойная затменная переменная звезда типа Алголя (EA). Видимая звёздная величина звезды — от +9,6m до +8,91m. Орбитальный период — около 0,8143 суток (19,543 часов).

## Характеристики
Первый компонент (HD 60178a) — белая звезда спектрального класса A0, или A1V, или A1,5IV. Видимая звёздная величина звезды — +2m. Масса — около 2,59 солнечных.
Второй компонент (HD 60178b) — красный карлик спектрального класса Me.
Третий компонент (HD 60179a) — белая звезда спектрального класса A0-A2, или A2Vm. Видимая звёздная величина звезды — +2,9m. Масса — около 2,27 солнечных. Орбитальный период — около 459,8 года.
Четвёртый компонент (HD 60179b) — красный карлик спектрального класса Me.
Пятый компонент (CCDM J07346+3153Ca) — красный карлик, эруптивная переменная звезда типа UV Кита (UV) спектрального класса M1Ve, или M0,5, или K6. Масса — около 0,606 солнечной, радиус — около 0,84 солнечного, светимость — около 0,144 солнечной. Эффективная температура — около 3887 К. Удалён от первого компонента на 72,5 угловых секунды, от третьего компонента на 73,8 угловых секунды.
Шестой компонент (CCDM J07346+3153Cb) — красный карлик спектрального класса M1Ve, или M0,5. Масса — около 0,606 солнечной, радиус — около 0,619 солнечного.
Седьмой компонент — коричневый карлик. Масса — около 49 юпитерианских. Орбитальный период вокруг пятого компонента — около 54,2 года.
Восьмой компонент (CCDM J07346+3153D) — жёлтая звезда спектрального класса G0. Видимая звёздная величина звезды — +10,07m. Радиус — около 12,8 солнечных, светимость — около 92,041 солнечных. Эффективная температура — около 4997 К. Удалён от первого компонента на 204,4 угловых секунды, от третьего компонента на 154,9 угловых секунды.

## Описание
Кастор был классифицирован как двойная звезда наблюдениями Кассини в 1678 году и Джеймсом Паундом в 1718 году. Угловое расстояние между компонентами с блеском 1,96m (Кастор А) и 2,91m (Кастор B) составляет 4" (на 2004 год), период обращения — примерно 350 лет. Каждый из компонентов является спектрально-двойной звездой.
Было выяснено, что тусклая переменная звезда 9-й звёздной величины YY Близнецов физически связана с Кастором. Она находится на угловом расстоянии 73″ (1010 а.е.) от четырёх компонентов, ей присвоено условное обозначение Кастор C. Кастор C обращается вокруг общего центра масс системы за время не меньшее нескольких десятков тысяч лет и тоже является спектрально-двойной звездой.
Таким образом, Кастор — кратная звезда, состоящая из шести компонентов:
| Параметр           | Компонент | Компонент                      | Компонент | Компонент | Компонент | Компонент |
| Параметр           | Aa        | Ab                             | Ba        | Bb        | Ca        | Cb        |
| ------------------ | --------- | ------------------------------ | --------- | --------- | --------- | --------- |
| Спектральный класс | A1 V      | Неизвестен (скорее всего M5 V) | A2 Vm     | M2 V      | M0.5 Ve   | M0.5 Ve   |
| Масса (M☉)         | 2,15      | 0,4—0,6                        | 1,7       | 0,4—0,6   | 0,62      | 0,57      |
| Радиус (R☉)        | 2,3       | ?                              | 1,6       | ?         | 0,76      | 0,68      |

Кастор — первая двойная звезда, у которой ещё Вильям Гершель в 1804 году обнаружил явное орбитальное движение.
Кастор был назван по имени одного из мифических близнецов Диоскуров, матерью которых была красавица Леда; отцом Кастора был Тиндарей.

## Движение в пространстве
Исследуя другие звёзды, похожие по возрасту и свойствам на Кастор, а также движущихся сходным с ним образом, астрономы составили движущуюся группу звёзд Кастора. Эта небольшая группа содержит около 16 звёзд.

## Ближайшее окружение звезды
Следующие звёздные системы находятся на расстоянии в пределах 20 световых лет от системы Кастора:
| Звезда               | Спектральный класс     | Расстояние, св. лет |
| GJ 1096              | M V                    | 5,2                 |
| V376 Близнецов       | K2-8 V                 | 5,8                 |
| HD 65583             | G8 V                   | 6,5                 |
| GJ 3491              | K V                    | 8,3                 |
| Росс 987             | M0,5 V                 | 8,3                 |
| ρ Близнецов          | F0 V / ? / ?           | 8,9                 |
| GJ 3478              | M0 V                   | 9,0                 |
| 37 Близнецов         | G0 V                   | 11                  |
| δ Близнецов          | F0-2 V-IV / K3-6 V / ? | 12                  |
| HD 52711             | G4 V                   | 13                  |
| χ Рака               | F6 V                   | 13                  |
| DX Рыси              | G5 V                   | 14                  |
| ψ5 Возничего         | G0 V                   | 14                  |
| HD 55575             | G0 V                   | 15                  |
| 55 Рака              | G8 V / M3,5-4 V        | 17                  |
| 10 Большой Медведицы | F5 V / G5 V / ?        | 18                  |
| β Близнецов          | K0 IIIb                | 18                  |
| HD 257498            | G0 V                   | 19                  |